# Spielerziehung
Spielerziehung ist die praktische Umsetzung der wissenschaftlichen Erkenntnisse des universitären Forschungs- und Lehrfachs Spielpädagogik.

## Begriff und Zielausrichtung
„Spielerziehung“ ist ein mit Bildungsansprüchen verbundener praktischer und theoretischer Unterricht im Bereich Spiel. Die Spielwissenschaft versteht darunter die didaktische Einwirkung auf Kinder und Jugendliche mit dem Ziel, sie mit dem Wesen des Spielens vertraut zu machen und zu vielseitigem Spielen zu befähigen. Die wissenschaftliche Disziplin Spielpädagogik liefert ihr dazu das Grundlagenwissen, das Verständnis alternativer Sinngebungen, die Kenntnis der Methoden und Organisationsformen für die Erziehungspraxis vor Ort und bietet Bewältigungsstrategien an für den Umgang mit auftretenden Problemen. Die Erzieher und zu Erziehenden sollen lernen, Spiele selbstständig zu arrangieren und zu praktizieren sowie Regeln nach den eigenen Bedürfnissen zu verändern und neu zu gestalten. Sie sollen wertvolle von minderwertigen Spielformen zu unterscheiden lernen. Spielerziehung intendiert die Kompetenzvermittlung zu werthaltigem Spielen.

## Charakter
Die Spielwissenschaft unterscheidet zwischen „zweckfreiem“ und „zweckgerichtetem“ Spielen: Das zweckfreie Spiel erwächst unmittelbar aus dem Spieltrieb. Es folgt der Funktionslust. Das Kind verfolgt dabei nicht die Absicht zu lernen oder gesund zu werden. Der zweckfrei Spielende lebt die reine Funktionslust der Bewegung, der Phantasie, der Kreativität oder der Sprache aus. Er folgt einer sogenannten Primärmotivation. Während das freie unbeeinflusste Kinderspiel zweckfrei ausgerichtet ist, weil mit dem Spielen keine außerhalb des Spiels liegenden Zielvorstellungen verfolgt werden, dienen didaktisch ausgerichtete Spiele besonderen Lernzwecken. Das sogenannte „Didaktische Spielen“ instrumentalisiert das Spielen zur Förderung von bestimmten Bildungs- und Erziehungsanliegen. Es macht sich dabei die große Motivationswirkung des Spielens zunutze.

## Historisches
Wurde im mönchisch geprägten Erziehungswesen des frühen Mittelalters Spielen noch weithin als nichtsnutzige Tändelei, unmoralische Tätigkeit und kontraproduktiv zum eigentlichen Lernen eingestuft, so vollzog sich im 17. und 18. Jahrhundert mit dem Aufkommen der ersten Didaktiker ein entscheidendes Umdenken. Vorreiter dieser neuen Denkrichtung waren Wissenschaftler wie Johann Amos Comenius. Mit Publikationen wie den „Ludes pueriles“ von 1658, „Die Schule als Spiel“ und vor allem mit seinem Hauptwerk „Große Didaktik“ von 1657 nahm er wesentlichen Einfluss auf die Etablierung des Spielens in der Kindererziehung und prägte das nachfolgende Denken: Spielen wurde nicht mehr schlichtweg als Teufelswerk verpönt, sondern differenzierter betrachtet und zumindest in sortierten Teilen als erzieherisch wertvoll eingestuft. Hierzu zählte Comenius in erster Linie die Bewegungsspiele.
In seinem Gefolge brachten die mit ihren Schulgründungen in die Erziehungsgeschichte eingegangenen Philanthropen einen weiteren entscheidenden Fortschritt in der Anerkennung des Spielens als Erziehungselement: Die Philanthropen gelten als erste Spielpädagogen der Neuzeit. Sie erkannten die grundsätzliche Bedeutung des Spielens für den Entwicklungsprozess junger Menschen und waren entsprechend wegweisend für den Einzug des Spielens in das deutsche Schulsystem. Der durch seine Veröffentlichungen vielleicht einflussreichste unter ihnen, Johann Christoph Friedrich GutsMuths (1759–1839), Leiter der Erziehungsanstalt Schnepfenthal, adressierte in Erkenntnis des bedeutenden Bildungspotenzials des Spiels daher seine umfangreiche Spielesammlung von 1796 in seiner Vorrede nicht an die Jugend selbst, sondern widmete sie ausdrücklich ihren Eltern und Erziehern mit den Worten: „Spiele sind Blumenbänder, durch welche man die Jugend an sich fesselt; daher übergebe ich sie lieber ihren Erziehern als unmittelbar ihr selbst.“ Zur Belehrung der Erzieher und zur Förderung der Benutzerfreundlichkeit ordnete er das von ihm gesammelte Spielgut nach bestimmten Zwecksetzungen und fügte ihm ausführliche, „auf Erfahrungen beruhende Beschreibungen und Beurteilungen“ ihrer erzieherischen Werte bei. Bescheidenerweise berief er sich mit seinem Erziehungsansatz in einem kurzen historischen Rückblick auf Autoritäten, die sich schon lange vor ihm mit Wert und Unwert des Spielens für die Erziehung auseinandergesetzt hatten. Dabei erwähnt er den legendären spartanischen Gesetzgeber Lykurgos, der seinem Stadtstaat vor allem körperbetonte Spiele für die Ertüchtigung der Jugend verordnet haben soll. Er nennt Platon, der Spiele für die Bewohner seiner utopischen Republik für förderlich hielt und Kaiser Justinian, der die verbreiteten Hasardspiele verbot und nützliche Bewegungsspiele an ihre Stelle setzte. Auch Staatenlenker wie Karl der Große, Ludwig der Heilige, Karl V. und Peter der Große zählt er mit ihren weitsichtigen Spielgesetzen zu seinen frühen Gewährsleuten. Aus dieser historisch gesammelten Weisheit zieht er den Schluss: „Können die Spiele auf ganze Nationen wirken und in ihrem Zustande eine merkliche Veränderung hervorbringen, so sind sie auch ein Erziehungsmittel für die Jugend, und ich getraue mir aus zwei Knaben von völlig gleichen Anlagen durch entgegengesetzte Behandlung bei dem Spielen zwei, in Rücksicht ihres körperlichen und geistigen Zustandes, ganz verschiedene Geschöpfe zu machen“. Mit diesem Gedanken eines „volksbildenden Charakters“ des Spielens über eine Spielerziehung ebneten die Philanthropen einen Weg, den Friedrich Ludwig Jahn und die Mitarbeiter seiner Turnbewegung nach ihnen noch konsequenter verfolgen sollten.

## Bedeutung & Probleme
Über die Bedeutung des Spielens für die körperliche, geistige und soziale Gesundheit der Heranwachsenden haben sich die Spielwissenschaftler immer wieder Gedanken gemacht und die Chancen und Risiken unter verschiedenen Aspekten eingehend analysiert. Dabei erweist sich, dass es angesichts der Vielschichtigkeit und Komplexität dieses Erziehungsfeldes einiger Wissensvoraussetzungen und grundlegender Erkenntnisse bedarf, um angemessene Wertungen vornehmen zu können.
Schon GutsMuths war davon überzeugt, dass die jeweils bevorzugten Spiele den Charakter sowohl des einzelnen Menschen als auch ganzer Gesellschaften kennzeichnen und prägen: „Rohe Nationen lieben in allen Zeiten und Weltgegenden die Spiele des Krieges und des Zufalls (Hasardspiele), deren Abwechselung von dem Bedürfnisse der Bewegung und Ruhe des Körpers geleitet wird. Die kriegerischen Spiele unserer älteren Vorfahren, sowie ihr rasender Hang zu Glücksspielen, sind bekannt.“ So erschien es ihm wichtig, dem Erzieher die Spannweite von verwerflichen bis zu den für die Entwicklung der Jugend nützlichen Spielformen vor Augen zu führen. Dabei nennt er „die Hasardspiele, die schlechtesten von allen unmoralischen.“ Er meinte damit konkret die zu seiner Zeit sehr verbreiteten Brett- und Kartenspiele, die im 18. Jahrhundert zumeist als Glücksspiele mit Sach- oder Geldeinsetzen gespielt wurden und dabei ganze Existenzen ruinieren konnten. Die Unterscheidung und richtige Bewertung für den Bildungsprozess war GutsMuths so wichtig, dass er ihr sogar ein eigenes Kapitel widmete mit der Überschrift Ueber den Begriff des Spieles und über den moralischen, politischen und pädagogischen Werth der Spiele; über ihre Wahl, Classifikation und ihre Eigenschaften. Mit Hilfe einer Kommentierung seines reichen Spieleangebots verdeutlichte er seinen Lesern, welche Spiele ihm jeweils zu welchen Zielsetzungen geeignet erschienen und welche der Erzieher möglichst meiden sollte.
Der von GutsMuths initiierte reflektierte Sortierung des für die Erziehung förderlichen Spielguts zieht sich seitdem durch die gesamte Geschichte der Spieldidaktik und schlägt sich bis heute besonders bei der Frage der Einschätzung und des Umgangs mit umstrittenen Formen nieder wie etwa den Kriegs-, den Friedens-, den Hasard- oder den Hämespielen. Auch das digitale Spielen gerät bisweilen in die Kritik und wird gegen das traditionelle Spielen wertend kontrastiert. Sie alle werden in der Fachwelt kontrovers diskutiert und bieten mit ihren Argumenten die Gelegenheit zu einer ausgewogenen eigenen Positionierung.
Nach Überzeugung der Spieldidaktiker Siegbert A. Warwitz und Anita Rudolf bedarf die Entwicklung einer Spielkultur im geistigen Bereich einer vorurteilsfreien, wissensbasierten Reflexion und in der Praxis einer erzieherischen Umsetzung durch entsprechend sachkundige Spielexperten: Um eine oberflächliche Einschätzung von Kriegsspielen, eine voreilige Ablehnung von Kriegsspielzeug, eine Überschätzung von Friedensspielen oder eine ungerechtfertigte Ausgrenzung von Häme- oder Glücksspielen zu vermeiden, braucht es eine hinreichende Spielkompetenz. Nur mit einem ausreichenden Wissensstand, der sich durch ein Selbststudium der einschlägigen Fachliteratur oder eine entsprechende Lehrer- und Elternbildung erwerben lässt, kann zwischen nützlichem und schädlichem Spielzeug, zwischen minderwertigem und wertvollem Spielgut sachgerecht unterschieden werden. Es gilt zudem, Einseitigkeiten zu vermeiden und sich von Vorurteilen und Halbwissen nicht irritieren zu lassen. Die erforderliche Wissensbasis reicht vom Verstehen des Wesens eines Spiels (etwa seines Symbolcharakters), über die Kategorisierung (etwa, was überhaupt zu den Kriegsspielen zu zählen ist), über die Sinngebung (etwa als konkurrenzorientiertes oder kooperatives Spielen) bis hin zum praktischen Umgang mit im Spielgeschehen sich ergebenden Problemen. Der abgewogene, kreative Umgang mit dem vom Spielemarkt im Überfluss zur Verfügung gestellten Spielgut will gelernt und wissensbasiert reflektiert sein.